# Constantijn Sigismund Willem Jacob van Nagell
Constantijn Sigismund Willem Jacob baron van Nagell, heer van Wisch (1831-1849), (Wageningen, 17 juni 1798 – Luik, 1 februari 1849) was onder andere lid Provinciale Staten van Gelderland en buitengewoon lid van de Tweede Kamer.

## Familie
Van Nagell was lid van de familie Van Nagell en een zoon van Jacques Albert Louis Frederik Carel baron van Nagell (1726-1831), en Jacoba Sara Justina Françoise barones van Lynden, vrouwe van Hemmen (1762-1840).
Van Nagell trouwde op 24 oktober 1820 met Paulina Sophia Albertina gravin de Bargeton de Verclaux (1794-1849), dochter van Alexandre Marie Louis Charles de Bargeton de Verclaux en Sophie Charlotte Albertine von Quadt.
Het huwelijk bleef kinderloos.

## Loopbaan
Van Nagell begon zijn carrière in 1820 als vrederechter van Terborg. Deze functie behield hij maar een jaar doordat hij in 1821 rechter in de Rechtbank Arnhem werd. Dit bleef hij tot 1838. In 1837 werd hij lid van de Provinciale Staten van Gelderland, voor het ridderschap van Gelderland. Hij bleef lid tot aan zijn dood.
Op 9 juli 1840 werd hij benoemd tot buitengewoon lid van de Tweede Kamer, om de ontworpen grondwetsherziening te beoordelen. Thorbecke deed een oproep om alle wijzigingsvoorstellen af te stemmen omdat zij niet ver genoeg gingen volgens hem. Tien leden van de vergadering gaven gehoor aan zijn oproep en stamden tegen. Deze tien kwamen allemaal uit de provincie Gelderland, waarvan zeven katholieken en drie protestanten. Van Nagell behoorde tot een van de drie protestanten. Hij motiveerde zijn stem op 28 augustus. De Gelderse adel nam hem dit zo kwalijk dat hij hem niet herkozen als lid van de Provinciale Staten in het jaar 1845.
Na de herziening van de grondwet op 30 november 1848, werd Van Nagell gekozen als lid van de Eerste Kamer. In hetzelfde jaar ging hij met zijn vrouw op reis, toen zij in Luik waren aangekomen kregen zij de ziekte cholera en stierven daaraan binnen enkele dagen. Hierdoor heeft hij zijn beëdiging nooit meer kunnen meemaken.
- Biografisch Portaal: 06327736
- Nederlandse Thesaurus van Auteursnamen: 074699687
- Parlement.com: vg09llt8acuw
- Virtual International Authority File: 283856966
- WorldCat: E39PBJktkQvpjd8vffFY77gh73